# Copa dos Campeões Europeus da FIBA de 1971–72
A Copa dos Campeões Europeus da FIBA de 1971–72 foi a 15ª edição da principal competição europeia de clubes profissionais da Europa conhecida hoje como Euroliga. A final foi sediada na Arena Yad Eliyahu em Tel Aviv, Israel, em 23 de março de 1972. Na ocasião o Ignis Varèse venceu o Jugoplastika Split por 70–69.

## Fase Preliminar
| Equipe 1               | Total   | Equipe 2        | 1.º jogo | 2.º jogo |
| ---------------------- | ------- | --------------- | -------- | -------- |
| Amicale                | 130-192 | Panathinaikos   | 63–98    | 67–94    |
| Tapion Honka           | 164–138 | Alvik           | 73–60    | 91–78    |
| Jeunesse Sportivo Alep | 0-4*    | 17 Nëntori      | 0–2      | 0–2      |
| Al-Gezira              | 141-196 | Jugoplastika    | 66–84    | 75–112   |
| İTÜ                    | 176-179 | Radio Koch Wien | 91-84    | 85-95    |
| Lourenço Marques       | 147–172 | ASVEL           | 72–77    | 75–95    |
| Virum                  | 90-234  | Real Madrid     | 43–120   | 47–114   |
| FUS                    | 124–179 | Bus Fruit Lier  | 64–82    | 63–123   |

*Jeunesse Sportivo Alep desistiu antes do primeiro confronto e o 17 Nëntori recebeu o resultado de (2-0) em ambos os jogos.

## Segunda Fase
| Equipe 1            | Total   | Equipe 2               | 1.º jogo | 2.º jogo |
| ------------------- | ------- | ---------------------- | -------- | -------- |
| Panathinaikos       | 161-154 | Maccabi Elite Tel Aviv | 81–73    | 80–81    |
| Tapion Honka        | 153-188 | Slavia VŠ Praha        | 80–87    | 73–101   |
| 17 Nëntori          | 135-175 | Jugoplastika           | 77–90    | 58–85    |
| Radio Koch Wien     | 173-172 | ASVEL                  | 101–85   | 72–87    |
| Bayer 04 Leverkusen | 140-197 | Real Madrid            | 77–84    | 63–113   |
| Fribourg Olympic    | 127-209 | Bus Fruit Lier         | 73–99    | 54–110   |
| Levi's Flamingo's   | -*      | Academic               | 92–94    | 92–105   |

*Academic classificou-se para a próxima fase da competição como vencedor em seus confrontos, porém os búlgaros alegaram que seus melhores jogadores estariam servindo a seleção no pré-olímpico. Desta maneira a FIBA, mediante a intencionalidade do Academic em sua desistência, optou por convidar o Levi's Flamingo's para ocupar seus lugar nas quartas de finais.
Automaticamente classificado para a fase de grupos
- Ignis Varese (finalista da Copa dos campeões 1970-71, substituindo o desistente CSKA Moscou)

## Fase de Quartas de Finais
|  | As duas melhores equipes passam para as semifinais |

|    | Team              | Pld | Pts | W | L | PF  | PA  | PD  |
| -- | ----------------- | --- | --- | - | - | --- | --- | --- |
| 1. | Ignis Varese      | 3   | 6   | 3 | 0 | 553 | 488 | +65 |
| 2. | Real Madrid       | 3   | 5   | 2 | 1 | 516 | 500 | +16 |
| 3. | Radio Koch Wien   | 3   | 4   | 1 | 2 | 499 | 559 | -60 |
| 4. | Levi's Flamingo's | 3   | 3   | 0 | 3 | 541 | 562 | -21 |

|    | Team            | Pld | Pts | W | L | PF  | PA  | PD  |
| -- | --------------- | --- | --- | - | - | --- | --- | --- |
| 1. | Jugoplastika    | 3   | 6   | 3 | 0 | 510 | 474 | +36 |
| 2. | Panathinaikos   | 3   | 4   | 1 | 2 | 484 | 489 | -5  |
| 3. | Slavia VŠ Praha | 3   | 4   | 1 | 2 | 484 | 506 | -22 |
| 4. | Bus Fruit Lier  | 3   | 4   | 1 | 2 | 494 | 503 | -9  |

## Semifinais
| Equipe 1     | Total   | Equipe 2      | 1.º jogo | 2.º jogo |
| ------------ | ------- | ------------- | -------- | -------- |
| Ignis Varese | 139–133 | Panathinaikos | 69–55    | 70–78    |
| Real Madrid  | 158–161 | Jugoplastika  | 89–81    | 69–80    |

## Final
Realizada em 23 de março na Arena Yad Eliyahu, Tel Aviv
| Equipe 1     | Resultado | Equipe 2     |
| ------------ | --------- | ------------ |
| Ignis Varese | 70–69     | Jugoplastika |

| Copa dos campeões europeus de 1971–72 Campeão |
| --------------------------------------------- |
| Ignis Varese 2º Título                        |